# Troféu Naranja de 2017
O Troféu Naranja de 2017 foi a 51ª edição do Troféu Naranja, ocorreu no dia 11 de agosto de 2017. A final ocorreu no Estádio Mestalla, em Valência, Espanha. Nesta edição o Atalanta, da Itália disputou pela primeira vez a competição.

## Participantes
- Atalanta BC
- Valencia CF

## Regulamento
A competição foi disputada em partida única.

## Decisão
| 11 de agosto de 2017 | Valencia       | 1–2       | Atalanta                        | Mestalla, Valência |
| 16:30                | Rúben Vezo 19' | Relatório | Rafael Tolói 12' · Palomino 64' |                    |

## Premiação
| Troféu Naranja de 2017       |
| Itália                       |
| ATALANTA Campeão (1º título) |
| ---------------------------- |